# نیمه تاریک (فیلم)
نیمهٔ تاریک (به انگلیسی: The Dark Half) فیلمی در ژانر ترسناک، اسلشر و مهیج به کارگردانی جرج رومرو است که در سال ۱۹۹۳ منتشر شد.

## خلاصه فیلم
شخصیت داستانی یک نویسنده قصد دارد به هر قیمتی که شده زندگی او را تصاحب کند…

## بازیگران
- تیموتی هاتون در نقش تاد بیمونت و جورج استارک
- ایمی مدیگان در نقش لیز بیمونت
- مایکل روکر در نقش کلانتر آلن پانگبورن
- جولی هریس در نقش رگی دلسپس
- روتانیا آلدا در نقش میریام کاولی
- رابرت جوی در نقش فرد کلاوسون
- بت گرانت در نقش شیلا بیمونت
- رویال دانو در نقش دیگر هولت
- تام ماردیروسیان در نقش ریک کراولی